# Rotwandhaus
Das Rotwandhaus ist eine Schutzhütte der Sektion Turner-Alpen-Kränzchen des Deutschen Alpenvereins. Sie liegt auf einer Höhe von 1737 m ü. NHN in den Schlierseer Bergen, im Mangfallgebirge südöstlich des Spitzingsees in den Bayerischen Voralpen an der Rotwand und ist Stützpunkt für zahlreiche Touren in der Region, sowohl im Sommer als auch im Winter.

## Geschichte
Das Rotwandhaus wurde ab Mai 1906 erbaut und am 8. September 1907 eingeweiht. Seither wurde es mehrfach renoviert und erweitert.

## Zugänge
Die Hütte ist u. a. zu erreichen von:
- Spitzingsee (Wurzhütte) (1083 m) (im Winter gewalzt) – Gehzeit: 2½ Stunden
- Spitzingsattel (1128 m) über Untere Schönfeldalm – Taubensteinsattel – Gehzeit: 3½ Stunden
- Taubensteinsattel (Taubensteinbahn) – Gehzeit: 1½ Stunden
- Spitzingsee-Straße nach Valepp-Waitzinger Alm (943 m) – Pfanngraben – Gehzeit: 3–4 Stunden
- Geitau oder Osterhofen (Bahnstation) über Soinsee – Gehzeit: 3½ Stunden

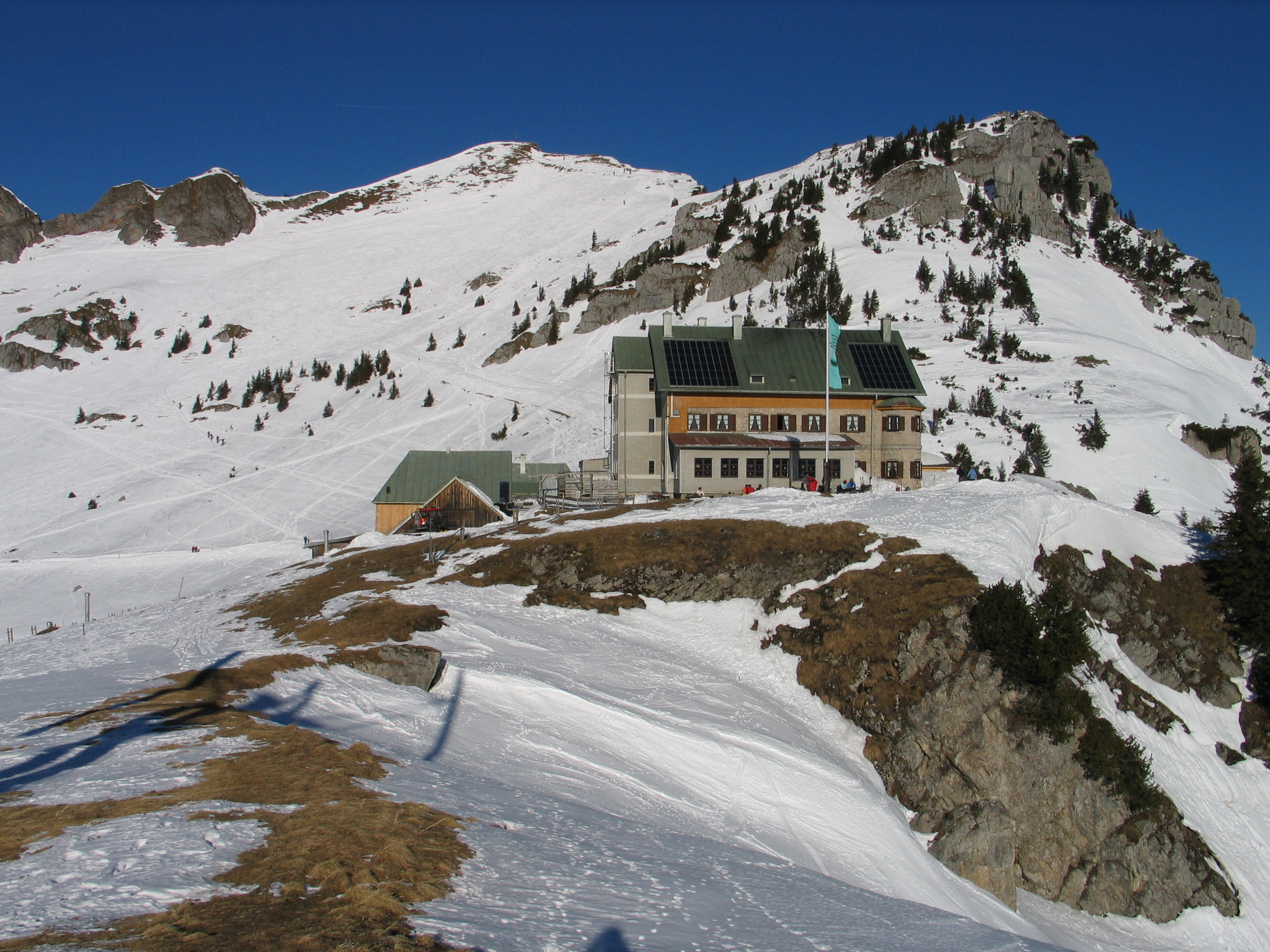
Rotwandhaus im Winter vor der Rotwand

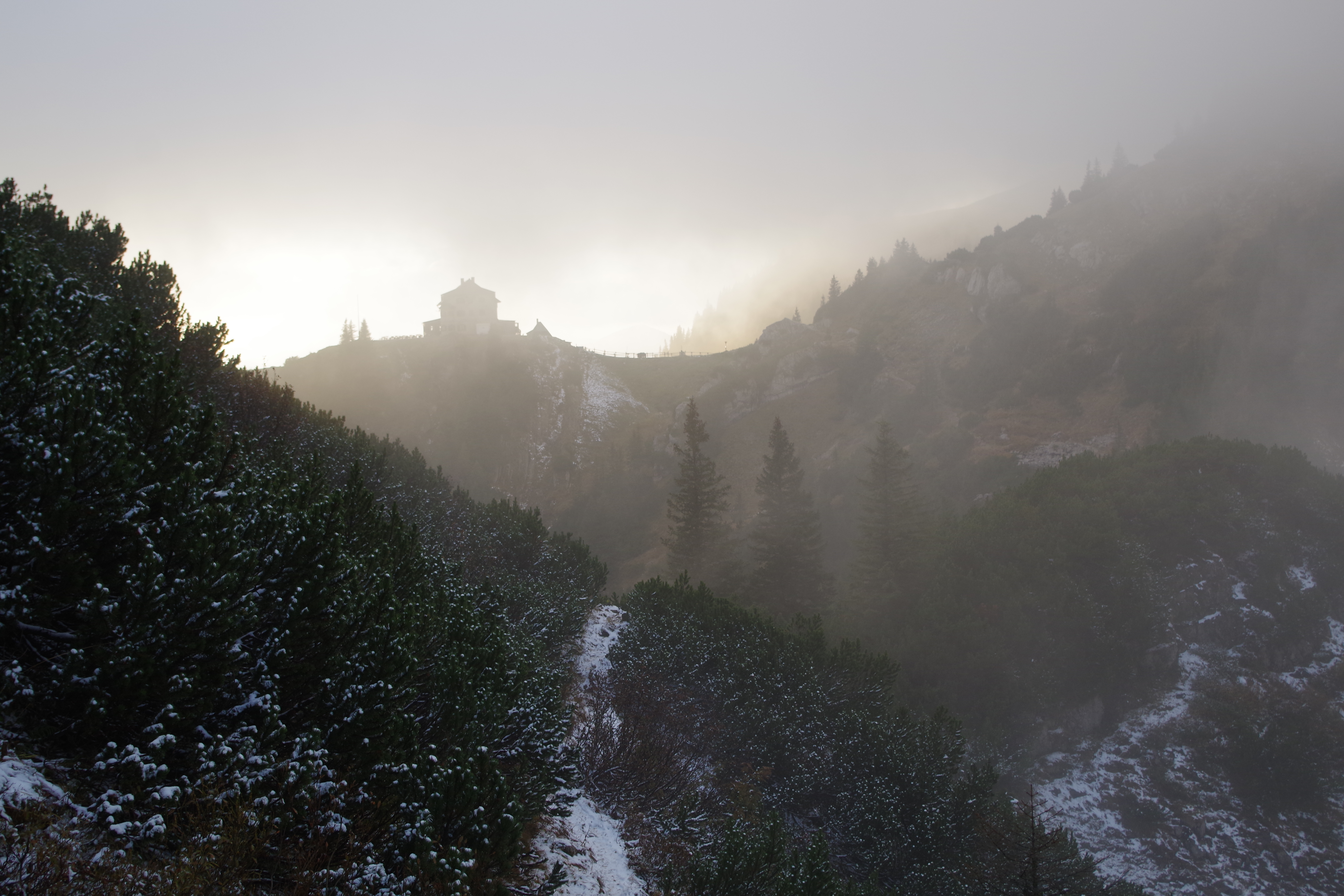
Rotwandhaus von Osten im Herbst

## Übergänge
- Taubensteinhaus
- Gufferthütte
- Brünnsteinhaus

## Gipfeltouren
Gipfel in der näheren Umgebung sind:
- Rotwand (1884 m) – Gehzeit 20 Minuten
- Ruchenköpfe (1805 m) – Gehzeit 1 Stunde
- Auerspitz (1811 m) – Gehzeit 30 Minuten

## Stromerzeugung
Das Stromnetz des Rotwandhauses wird vollständig als Inselanlage ohne Anschluss an das öffentliche Stromnetz betrieben. Die Stromerzeugung erfolgt durch eine Photovoltaikanlage, ein Rapsöl-Blockheizkraftwerk und eine 2014 neu errichtete Vertikalachsen-Windkraftanlage mit einem Darrieus-Helix-Rotor und einer Nennleistung von 5 kW. Letztere ersetzte eine Anlage aus dem Beginn der 90er Jahre.

## Karte
- Alpenvereinskarte 1:25.000, Blatt BY 15, Mangfallgebirge Mitte, Spitzingsee